# Mr. Jarr Takes a Night Off
Mr. Jarr Takes a Night Off è un cortometraggio muto del 1915 diretto da Harry Davenport.
È il quarto corto della serie dedicata alle avventure della Jarr Family.

## Produzione
Il film fu prodotto dalla Vitagraph Company of America.

## Distribuzione
Distribuito dalla General Film Company, il film - un cortometraggio in una bobina - uscì nelle sale cinematografiche statunitensi il 5 aprile 1915.